# Kamimuria lutulentia
Kamimuria lutulentia är en bäcksländeart som beskrevs av Peter Zwick 1977. Kamimuria lutulentia ingår i släktet Kamimuria och familjen jättebäcksländor. Inga underarter finns listade i Catalogue of Life.